# Селенид висмута(II)
Селени́д ви́смута(II) — бинарное неорганическое соединение
висмута и селена с формулой BiSe.

## Получение
- Сплавление висмута и селена в инертной атмосфере:

{\displaystyle {\mathsf {Bi+Se\ {\xrightarrow {T}}\ BiSe}}}
- Разложение селенида висмута(III):

{\displaystyle {\mathsf {Bi_{2}Se_{3}\ {\xrightarrow {>950^{o}C}}\ 2BiSe+Se}}}

## Физические свойства
Селенид висмута(II) образует кристаллы
кубической сингонии,
параметры ячейки a = 0,595 нм.